# Liliana Năstase
Liliana Năstase Alexandru (née le 1er août 1962 à Vânju Mare) est une athlète roumaine spécialiste de l'heptathlon et du pentathlon. 

## Carrière

### Palmarès
| Date | Compétition                    | Lieu      | Résultat | Épreuve    | Performance  |
| ---- | ------------------------------ | --------- | -------- | ---------- | ------------ |
| 1985 | Universiade d'été              | Kobe      | 2e       | Heptathlon | 6 313 points |
| 1987 | Championnats du monde          | Rome      | 5e       | Heptathlon | 6 325 points |
| 1987 | Universiade d'été              | Zagreb    | 1re      | Heptathlon | 6 364 points |
| 1991 | Championnats du monde          | Tokyo     | 2e       | Heptathlon | 6 493 points |
| 1992 | Championnats d'Europe en salle | Gênes     | 1re      | Pentathlon | 4 701 points |
| 1992 | Jeux olympiques d'été          | Barcelone | 4e       | Heptathlon | 6 619 points |
| 1993 | Championnats du monde en salle | Toronto   | 1re      | Pentathlon | 4 686 points |
| 1995 | Championnats du monde en salle | Barcelone | 5e       | Pentathlon | 4 447 points |
| 1996 | Jeux olympiques d'été          | Atlanta   | 22e      | Heptathlon | 4 447 points |

### Records
| Épreuve    | Performance  | Lieu      | Date            |
| ---------- | ------------ | --------- | --------------- |
| Heptathlon | 6 619 points | Barcelone | 2 août 1992     |
| Pentathlon | 4 753 points | Bacău     | 10 février 1993 |